# 日本一の男の中の男
『日本一の男の中の男』（にっぽんいちのおとこのなかのおとこ）は、1967年12月31日に東宝系で公開された日本映画。カラー・東宝スコープ。東宝・渡辺プロ作品。

## 概要
植木等主演の「日本一（の男）シリーズ」第5作目にして、シリーズ初の正月映画。本作では植木扮する小野子等（おのこ ひとし）が、ふとしたことをきっかけに造船会社から系列のストッキング会社に回されるが、そこでも様々なアイデアを駆使して大活躍するといった内容となっている。
クレージーからの助演は谷啓のみだが、ヒロインはそれまでの浜美枝に代わり、日活から浅丘ルリ子を迎えた。その他の共演者は常連・人見明を始め、水谷良重、後にクレージー映画のほか『社長シリーズ』や『若大将シリーズ（社会人編）』にも出演する藤岡琢也、浅丘と同じく日活育ちの岡田眞澄など。加えて、スパーク3人娘に続けて渡辺プロが売り出しを図っていた木の実ナナ・奥村チヨ・伊東きよ子の3人娘や、山室英美子（トワ・エ・モワ）、平山美紀、久美かおりらが所属するメイツガールズなどが彩りを添えた。
なお、脚本：笠原良三、監督：古澤憲吾による「日本一シリーズ」は本作までで、次作『日本一の裏切り男』からはキャラクター設定やストーリー展開などが刷新されて行くことになる。

## スタッフ
- 製作：渡辺晋[2]
- 脚本：笠原良三[2]
- 監督：古澤憲吾[2]
- 撮影：永井仙吉[2]
- 美術：小川一男[2]
- 照明：隠田紀一[2]
- 録音：増尾鼎[2]
- 音楽：広瀬健次郎[2]・萩原哲晶[2]
- 主題歌作詞：青島幸男
- 主題歌作曲：萩原哲晶
- 整音：下永尚[2]
- 編集：黒岩義民[2]
- 合成：松田博[2]
- 監督助手：高橋薫明[2]
- 製作担当者：坂井靖史[2]
- 現像：東京現像所[2]
- 協賛：グンゼ株式会社[2]

## 出演者
- 小野子等：植木等[2]
- 牧野未知子／等の母：浅丘ルリ子
- 岡本圭吉：十朱久雄[2]
- 岡本敏夫：岡田眞澄[2]
- 大神田剛之助：東野英治郎[2]
- 高野宣伝部長：藤岡琢也[2]
- 春山人事部長：牟田悌三[2]
- 藤井営業部長：藤村有弘[2]
- 中川経理部長：北竜二[2]
- 花岡輝子：水谷良重[2]
- 木の実ナナ（TVショー出演者）：木の実ナナ
- 奥村チヨ（同上）：奥村チヨ
- 伊東きよ子（同上）：伊東きよ子
- 「松越デパート」手塚仕入部長：谷啓
- 「丸菱造船」営業部長：人見明[2]
- 「丸菱造船」人事部長：田武謙三[2]
- 「世界ストッキング」京都工場長：清水元[2]
- ミミ（芸者）：藤あきみ[2]
- アヤコ（ホステス）：佐川亜梨[2]
- ミスター・パウンド（「デュパン社」東京支社長）：テッド・ガンサー
- ミセス・パウンド：リーン・フレドリクソン[2]
- 中原：大前亘[2]
- 「松越デパート」売場主任：佐田豊[2]
- 婦人客：小沢憬子[2]、谷和子[2]
- 女店員：毛利幸子[2]
- 吉川マネージャー：荒木保夫[2]
- 「松越デパート」仕入課長：岡部正[2]
- 「メイツ」の歌手：平尾昌晃[2]、メイツガールズ[注 3]

## 挿入歌
「なせばなる」
作詞：青島幸男／作曲：萩原哲晶
「そうだそうですその通り」
作詞：青島幸男／作曲：萩原哲晶
「パララン・ショー」
作詞：？／作曲：萩原哲晶
歌：植木等ほか
「若いってすばらしい」
作詞：安井かずみ／作曲：宮川泰
歌：平尾昌晃、メイツガールズ　※オリジナルは槇みちる
「みんな世のため」
作詞：阪田寛夫／作曲：萩原哲晶
「遺憾に存じます」
作詞：青島幸男／作曲：萩原哲晶　※アカペラ
「大利根無情」
作詞：猪又良／作曲：長津義司
歌：三波春夫・谷啓
「小唄」
作詞・作曲／不詳
歌：谷啓
※特記なきものは、歌：植木等

## 同時上映
『ゴー!ゴー!若大将』
脚本：田波靖男／監督：岩内克己／主演：加山雄三
『若大将シリーズ』第11作。
クレージー映画と『若大将』のカップリングは、前年の『クレージーだよ奇想天外』と『アルプスの若大将』に続いて2回目だが、『奇想天外』は谷啓の主演作であり、植木主演作とのカップリングは初。

## 補足
- 植木らが喫茶店「メイツ」で歌うシーン[注 6]では、前のプログラム『怪獣島の決戦 ゴジラの息子』のワンシーンのほか[1]、『アルプスの若大将』『今日もわれ大空にあり』のワンシーンが背後のスクリーンに映し出されている。
- 古澤作品では定番の「軍艦マーチ」も使用されているが、これは植木演じる小野子が「パララン・ショー」に出演する女性を選抜するための「世界ストッキング」社内オーディションの実施にあたり、集団で歩いてもらう際のBGMを「何か、適当に」と女子社員に任せたことから流されたもので、その場で「軍艦マーチ」を耳にした小野子が「もっといい音楽、なかったのかねぇ？」とガックリ来るという、一種の楽屋落ちとなっている。
- 楽屋落ちとしては、最初に登場する「丸菱造船」の本社ビルは毎日新聞東京本社だが、小野子が出向になる「世界ストッキング」の本社の外観・入口などには『ニッポン無責任時代』以来、クレージー映画ではおなじみとなっている大和証券本社ビル（当時）が今回も使用され、笑いを誘う。